# Ambronay
Ambronay és un municipi francès situat al departament de l'Ain i a la regió d'Alvèrnia-Roine-Alps. L'any 2007 tenia 2.263 habitants.

## Demografia

### Població
El 2007 la població de fet d'Ambronay era de 2.263 persones. Hi havia 891 famílies de les quals 226 eren unipersonals (113 homes vivint sols i 113 dones vivint soles), 288 parelles sense fills, 319 parelles amb fills i 58 famílies monoparentals amb fills.
La població ha evolucionat segons el següent gràfic:
Habitants censats

### Habitatges
El 2007 hi havia 1.049 habitatges, 907 eren l'habitatge principal de la família, 60 eren segones residències i 82 estaven desocupats. 902 eren cases i 143 eren apartaments. Dels 907 habitatges principals, 698 estaven ocupats pels seus propietaris, 203 estaven llogats i ocupats pels llogaters i 6 estaven cedits a títol gratuït; 7 tenien una cambra, 50 en tenien dues, 120 en tenien tres, 245 en tenien quatre i 486 en tenien cinc o més. 768 habitatges disposaven pel capbaix d'una plaça de pàrquing. A 363 habitatges hi havia un automòbil i a 479 n'hi havia dos o més.

### Piràmide de població
La piràmide de població per edats i sexe el 2009 era:
| Homes | Edats   | Dones |
| ----- | ------- | ----- |
| 0     | 95 o +  | 4     |
| 8     | 90 a 94 | 16    |
| 4     | 85 a 89 | 12    |
| 8     | 80 a 84 | 8     |
| 20    | 75 a 79 | 48    |
| 44    | 70 a 74 | 12    |
| 24    | 65 a 69 | 48    |
| 56    | 60 a 64 | 52    |
| 64    | 55 a 59 | 64    |
| 76    | 50 a 54 | 72    |
| 84    | 45 a 49 | 60    |
| 88    | 40 a 44 | 96    |
| 65    | 35 a 39 | 60    |
| 112   | 30 a 34 | 92    |
| 92    | 25 a 29 | 64    |
| 81    | 20 a 24 | 64    |
| 108   | 15 a 19 | 72    |
| 60    | 10 a 14 | 48    |
| 84    | 5 a 9   | 68    |
| 56    | 0 a 4   | 64    |

## Economia
El 2007 la població en edat de treballar era de 1.464 persones, 1.103 eren actives i 361 eren inactives. De les 1.103 persones actives 1.015 estaven ocupades (548 homes i 467 dones) i 88 estaven aturades (47 homes i 41 dones). De les 361 persones inactives 133 estaven jubilades, 113 estaven estudiant i 115 estaven classificades com a «altres inactius».

### Ingressos
El 2009 a Ambronay hi havia 919 unitats fiscals que integraven 2.350,5 persones, la mediana anual d'ingressos fiscals per persona era de 19.726 €.

### Activitats econòmiques
Dels 103 establiments que hi havia el 2007, 1 era d'una empresa extractiva, 1 d'una empresa alimentària, 1 d'una empresa de fabricació d'elements pel transport, 8 d'empreses de fabricació d'altres productes industrials, 17 d'empreses de construcció, 22 d'empreses de comerç i reparació d'automòbils, 12 d'empreses de transport, 7 d'empreses d'hostatgeria i restauració, 1 d'una empresa d'informació i comunicació, 6 d'empreses immobiliàries, 12 d'empreses de serveis, 9 d'entitats de l'administració pública i 6 d'empreses classificades com a «altres activitats de serveis».
Dels 31 establiments de servei als particulars que hi havia el 2009, 1 era una oficina de correu, 4 tallers de reparació d'automòbils i de material agrícola, 4 paletes, 4 guixaires pintors, 3 fusteries, 2 lampisteries, 1 electricista, 2 empreses de construcció, 2 perruqueries, 1 veterinari, 4 restaurants, 2 agències immobiliàries i 1 saló de bellesa.
Dels 4 establiments comercials que hi havia el 2009, 1 era una botiga de menys de 120 m², 1 una peixateria, 1 una botiga d'electrodomèstics i 1 una joieria.
L'any 2000 a Ambronay hi havia 33 explotacions agrícoles que ocupaven un total de 1.712 hectàrees.

## Equipaments sanitaris i escolars
L'únic equipament sanitari que hi havia el 2009 era una farmàcia.
El 2009 hi havia 1 escola maternal i 1 escola elemental.

## Poblacions més properes
El següent diagrama mostra les poblacions més properes.